# Chemin de fer de Maubeuge à Villers-Sire-Nicole
Le chemin de fer Maubeuge - Villers-Sire-Nicole est une ancienne ligne de chemin de fer secondaire exploitée entre 1897 et 1951. Exploitée à l'origine par la compagnie du Chemin de fer de Maubeuge à Villers-Sire-Nicole (MV), elle est intégrée en 1919 au réseau de la Compagnie générale de voies ferrées d'intérêt local (CGVFIL).

## Histoire
| Infrastructure |                                                               |
|                | Dépôt, installation technique ou voyageurs (stations, gares). |
|                | Emprise en site indépendant.                                  |
|                | Emprise en tunnel.                                            |
|                | Pont en site indépendant.                                     |
|                | Voie de service ou de fret.                                   |

Le 21 août 1893, M. Lambert obtient la concession d'une ligne de Maubeuge à Villers-Sire-Nicole. La compagnie du Chemin de fer de Maubeuge à Villers-Sire-Nicole (MV) est créée pour construire et exploiter et se substitue à M. Lambert. Elle est mise en service en 1897.
En 1919, la ligne est intégrée à la Compagnie générale de voies ferrées d'intérêt local (CGL) qui l'exploite jusqu'en 1951 date de sa fermeture.

## Infrastructure

### Arrêts et stations
La ligne possède sa propre gare au terminus de Villers-sire-Nicole.

## Matériel roulant
Locomotives à vapeur
- N° 1 et 2, type 030t, Ateliers de la Chapelle (chemins de fer du Nord)
- N° 21, type 030t, Ateliers de la Chapelle (chemins de fer du Nord), ex chemin de fer de Méru à Labosse,